# Grigore Kiazim
Grigore Kiazim (n. 12 februarie 1913, Măcin, județul Tulcea — d. 2 iunie 1989, București) a fost un mare rapsod al cântecului dobrogean și solist instrumentist consacrat pe plan național la mandolină, cobză și banjo. Pentru cobză, marele merit al artistului constă în curajul de a aborda și realiza o creație solistică deosebită cu acest instrument.

## Biografie
S-a născut la data de 12 februarie 1913, în localitatea Măcin, județul Tulcea, într-o familie mixtă din punct de vedere etnic: mama de naționalitate română, tatăl de naționalitate turcă.
A fost printre primii cobzari din România care, încă din anii 1930, alături de jocuri dobrogene și piese din folclorul turc, s-a remarcat în interpretarea pieselor concertante.
În 1934 și-a început colaborarea cu redacția de folclor a Societății de Radiodifuziune.
Este primul cobzar angajat la formarea Ansamblului „Ciocârlia” în 1950 și la formarea Ansamblului „Rapsodia Română” în 1971. Colaborează pentru perioade scurte și cu Ansamblul „Perinița” și „Doina” al Armatei.
În perioada 1973-1975 își formează propriul taraf specializat pe muzica tradițională a comunităților etnice din Dobrogea: români, turci, tătari.
Timp de 50 de ani a colaborat cu redacția de folclor a Radiodifuziunii, cu casa de discuri Electrecord și cu renumitele ansambluri „Rapsodia Română”, „Perinița”, „Doina” al Armatei și „Ciocârlia” al Ministerului Apărării, având pentru o scurtă perioadă și o formație ce îi purta numele.

## Decesul
Moare la 2 iunie 1989 la București, în locuința sa de pe Calea Moșilor loc unde și-a petrecut ultimii ani ai vieții cântând în barurile și localurile din zonă.
„Pe neașteptate, într-o zi de la începutul lunii iunie 1989, strunele inimii generoase ale maestrului, s-au rupt, iar glasul mandolinei și a celorlalte instrumente fermecate a tăcut. Atunci, sufletele ni s-au umplut de durere și plumb. Pleca dintre noi un mare artist.”— Aurel Băbeanu, în revista Doina, 1992